# Unione Sportiva Sanremese 1961-1962
Questa voce raccoglie le informazioni riguardanti l'Unione Sportiva Sanremese nelle competizioni ufficiali della stagione 1961-1962.

## Rosa
| N. |                   | Ruolo | Calciatore         |
| -- | ----------------- | ----- | ------------------ |
|    | Italia (bandiera) | C     | Umberto Amato      |
|    | Italia (bandiera) | P     | Giancarlo Bertini  |
|    | Italia (bandiera) | D     | Bruno Borfiga      |
|    | Italia (bandiera) | C     | Pietro Broccini    |
|    | Italia (bandiera) | C     | Ezio Caboni        |
|    | Italia (bandiera) |       | Conti              |
|    | Italia (bandiera) | D     | Giancarlo De Marco |
|    | Italia (bandiera) | A     | Sergio Gaslini     |
|    | Italia (bandiera) | C     | Renato Gelio       |
|    | Italia (bandiera) |       | Gelosi             |
|    | Italia (bandiera) | C     | Alfredo Giorgi     |

| N. |                      | Ruolo | Calciatore          |
| -- | -------------------- | ----- | ------------------- |
|    | Italia (bandiera)    | P     | Mario Mantovani     |
|    | Italia (bandiera)    | A     | Epifanio Morisi     |
|    | Italia (bandiera)    | D     | Angelo Moroni       |
|    | Italia (bandiera)    | D     | Nardini Roberto     |
|    | Italia (bandiera)    | A     | Armando Onesti      |
|    | Italia (bandiera)    | A     | Bruno Pesante       |
|    | Italia (bandiera)    | A     | Attilio Pivetta     |
|    | Argentina (bandiera) | A     | Orlando Rao         |
|    | Italia (bandiera)    | D     | Mario Sigalini      |
|    | Italia (bandiera)    | C     | Ferruccio Tortorese |
|    | Italia (bandiera)    | C     | Rodolfo Zetti       |